# 丁果仙
丁果仙（1909年—1972年），本姓钱，后改名丁步云，艺名果子红，女，河北束鹿人，中国晋剧表演艺术家，第二、三、四届全国政协委员。